# Cuộc chiến kem ở Glasgow
Cuộc chiến kem ở Glasgow là một cuộc chiến tranh ở East End, Glasgow, Scotland, vào những năm 1980 giữa các tổ chức tội phạm đối thủ bán ma túy và hàng hóa bị đánh cắp từ các xe chở kem. Các nhà điều hành xe tải bán kem thường xuyên chịu bạo lực và đe dọa thường xuyên. Một người lái xe bán kem và gia đình của anh ta đã bị giết trong một cuộc tấn công đốt phá dẫn đến một trận chiến tòa án kéo dài 20 năm. Điều này đã tạo ra sự phẫn nộ rộng rãi trong cộng đồng và khiến Cảnh sát Strathclyde có biệt danh là "Biệt đội chuông nghiêm túc" (một cách chơi chữ cho Đội hình tội phạm nghiêm trọng (West Midlands Serious Crime Squad)) hàm nghĩa cho sự thất bại của bọn tội phạm và để giải quyết bọn chúng.

## Sách tham khảo
- Douglas Skelton and Lisa Brownlie (ngày 18 tháng 9 năm 1992). Frightener: Glasgow Ice Cream Wars. Mainstream Publishing. ISBN 1-85158-474-9.
- "Glasgow "ice cream war" case". The Scotsman. – The Scotsman's index of its coverage of the Glasgow "ice cream war" case.
- Robin Johnston (tháng 6 năm 2004). "Ice cream verbals". The Journal. tr. 22. — a detailed study of Clifford's research and testimony, its analysis during the appeal hearing, its consequences, and several related cases
- David Leslie (tháng 10 năm 2002). "Crimelord: The Licensee": The True Story of Tam McGraw. Black and White Publishing. ISBN 1-84596-166-8. – McGraw was arrested as a suspect for the killings of the Doyle family at one point.
- Robert Jeffrey (tháng 10 năm 2002). Gangland Glasgow: True Crime from the Streets. Black and White Publishing. ISBN 1-902927-59-1.
- Tom Wall (tháng 2 năm 2003). "Justice on Ice". Socialist Review. Bản gốc lưu trữ ngày 5 tháng 2 năm 2012. Truy cập ngày 16 tháng 1 năm 2019.
- T.C. Campbell and Reg McKay (ngày 11 tháng 4 năm 2002). Indictment: Trial by Fire. Canongate Books Ltd. ISBN 1-84195-235-4. – Campbell's own account of his trial and subsequent incarceration